# 萬國來朝圖

《万国来朝图》的版本之一：“配楼万图”

萬國來朝圖，是清朝乾隆年间绘制的一系列有着相似风格和内容的绢本绘画作品。

## 画作内容
《万国来朝图》的各版本题材均为描绘藩属及外国使臣在北京紫禁城太和门外等候覲見乾隆皇帝的场景，以鸟瞰角度从太和门画起，囊括了紫禁城中的众多建筑。

## 陈列与保存
据记载，《万国来朝图》约于1760年前后即贴于养心殿东暖阁。目前，北京故宫博物院共藏有五个版本的万国来朝图，其中三幅还依据其特征被命名为“配楼万图”（因画中宫殿最为繁密）、“玺印万图”（因图上盖有乾隆帝玺印）、“御题万图”（因被乾隆帝题诗）。